# Федчино (Московская область)
Федчино — деревня сельского поселения Волковское Рузского района Московской области. Численность постоянно проживающего населения — 7 человек на 2006 год. До 2006 года Федчино входило в состав Волковского сельского округа.
Деревня расположена на севере района, примерно в 17 километрах северо-восточнее Рузы, на правом берегу реки Озерна. Ближайшие населённые пункты — село Городище — в 1 км на северо-восток и Ильинское в 1 км на юг. Высота центра над уровнем моря 206 м.